# Pascal Lefeuvre
Pascal Lefeuvre est un musicien joueur de vielle à roue ; il est né en 1957.

## Son œuvre
L'intérêt qu'il porte à la vielle à roue, l'a amené à explorer différentes pistes musicales : du folk dans les années 1970, à la musique médiévale avec l'Ensemble Tre Fontane des années 1980 à maintenant, jusqu'à la musique d'aujourd'hui jazz world et contemporaine.
Il a créé le Viellistic Orchestra en 1992, orchestre de vielles à roue qu'il a dirigé pendant 12 ans. Le Viellistic Orchestra a tenté de retracer l'histoire de cet instrument du Moyen Âge à aujourd'hui...
Il a passé et créé plusieurs œuvres de compositeurs : Daniel Tosi, Susumu Yoshida, Étienne Rolin, Valentin Clastrier et Jean-Marc Padovani.
L’intérêt de tous ces travaux réside dans une utilisation inhabituelle de l’instrument. Son étude rigoureuse de la vielle a supposé un nouveau concept de l’instrument et son adhésion à la musique contemporaine.
Discographie avec le Viellistic Orchestra
- "Mille ans déjà!" "Vol 1" "1995",
- "Cris de Cordes" "Vol 2" "1995",
- "Tsé-tsé symphonie" "Vol 3" "1997",
- "Archets infinis - miroirs du millénaire - Live in Japan" "Vol 4" "2000".
- "Archets infinis - miroirs du millénaire - Concert/St Chartier 14/7/00" "Vol 5" "2000",

Discographie avec l'ensemble Tre Fontane
- "L'art des Jongleurs" volume 1 et 2,
- "L'intégrale des estampies italiennes"
- "Le chant des Troubabours" volume 1 les Aquitains, volume 2 Le Périgord,
- "Guillaume de Machaut et le codex Faënza",
- "Le Codex Las Huelgas",
- "Florilège",
- "Luz de la Mediterrania",
- "Musiques à la cour d'Aliénor d'Aquitaine"

Discographie musique du monde
- "Zanzibar",
- "Trob'Art Project",
- "Duo de Fuego" avec German Diaz,
- "Ryâd al hubb" avec Mohamed Serghini el Arabi et Luis Delgado,
- "Sol y Sombra" avec Luis Delgado,
- "Alicante" P.Lefeuvre 4et.

Discographie musique contemporaine
- "Tierkreis" de K. Stockausen avec Erik Baron,
- "Premiers pas" avec G.Kurtag Jr, "Bruits défendus" avec Etienne Rolin et Erik Baron.